# Nelli Gorbatkova
Nelli Vissarionovna Gorbatkova (russe : Нелли Виссарионовна Горбяткова), née le 25 juin 1958 à Tchiatoura (RSS de Géorgie) et morte le 7 août 1981 à Moscou (RSFS de Russie), est une ancienne joueuse soviétique d'origine ouzbèke de hockey sur gazon. Elle est médaillée de bronze aux Jeux de 1980.

## Carrière
Nelli Gorbyatkova fait partie de l'équipe soviétique de hockey sur gazon qui remporte la médaille de bronze aux Jeux olympiques d'été de 1980.

## Palmarès

### Jeux olympiques
- médaille de bronze du tournoi féminin en 1980 à Moscou,  Union soviétique